# Johan Brauner (1712–1773)
Johan "Jan" Brauner, född 1712, död 1773, var en svensk friherre, hovjunkare, ämbetsman och jordbruksekonomisk författare. Ledamot av Kungliga Vetenskapsakademien.

## Biografi
Johan Brauner var son till Johan Brauner och Margareta Törne som var Bureättling och av samma släkt som Törnstierna.Brauner invaldes 1752 som ledamot av Kungliga Vetenskapsakademien.
Brauner blev kammarråd 1760, och var en typisk representant för 1700-talets ekonomiska intressen, och en av det moderna svenska jordbrukets föregångsmän.
Genom denna intressets slutliga inriktning på naturvetenskaperna och deras praktiska tillämpning hängav sig Brauner åt mål, som i Vetenskapsakademien snart skulle förena landets främsta naturvetenskapsmän. Bland dessa vann Brauner ett rum, sedan han efter en kortare tjänstgöring i kommerskollegium helt och hållet vigt sina krafter åt lanthushållningen. Till en början övertog han förvaltningen av Uppsala slotts trädgårdar och Ultuna kungsladugård, som hans fader innehade på arrende, och förvärvade senare flera egna lantegendomar, bland vilka han vid sin död brukade och bebodde Grenome i Uppland. 
Vid sina egendomars skötsel sökte han på alla områden förbättra jordbruksmetoderna genom tillämpande av sina teoretiska insikter. Tillsammans med sin likasinnade svåger presidenten Sten Carl Bielke gjorde han åtskilliga försök med främmande kulturväxter, bland dem det sibiriska linet, och han namnes även bland potatisodlingens föregångsmän. Ehuru Brauner städse hävdade, att en lantbrukares första uppgift är att väl iståndsätta och nyttja den redan i bruk tagna jorden, försummade han ej att i enlighet med sin tids strävanden jämväl vinnlägga sig om nyodlingar och sökte särskilt utbilda metoderna för upptagandet av ängsmark på allmänningarnas kärr och mossar, vartill speciella förordningar uppmuntrade. 
På sin svåger professor Johan Ihres egendom Sandbro i Uppland ledde han nyodlingsarbeten, vilka han jämte andra dylika företag utförligt beskrivit i »Tankar och försök om åker och äng» (1752).
Brauner var författare till en mängd, främst i Vetenskapsakademiens handlingar offentliggjorda skrifter i lanthushållning. Bland dessa märks Tankar om åkerns rätta anläggning (1750), Tankar wid skötseln och nyttan af boskap och fjäderfä (1756), med flera.
Brauner var gift med Anna Brita von Kock, dotter till den ofrälse löjtnanten Anton von Kock vid Håkanbols bruk. Deras tre söner utmärkte sig samtliga vid de krig som utspelades under deras levnad. Dottern Charlotta Aurora Brauner var gift med prosten Daniel Hjortsberg.
Barn
1. Johan Gustaf (1757-1840), var major i armén, bevistade 1788 och 1790 års ryska krig från början till slut, död ogift. Han och bröderna utfingo 1801 deras farfaders friherrebrev.
2. Nils, (1762-1827) Kapten.
3. Magnus, (1765-1804), löjtnant, bevistade sjöslaget i Svensksund, där han råkade i fångenskap, och inte lösgavs förrän efter fredsslutet år 1790.
4. Charlotta Aurora, (1769-1844)
5. Margareta Julia, (1770-1820)